# Romeu Filemón
Romeu Katatu Filemón (Malanje, 1º luglio 1964) è un allenatore di calcio angolano.

## Carriera
Dopo gli inizi in patria, dal febbraio 2014 al 2015 è stato commissario tecnico della Nazionale angolana